# Натуральне вино

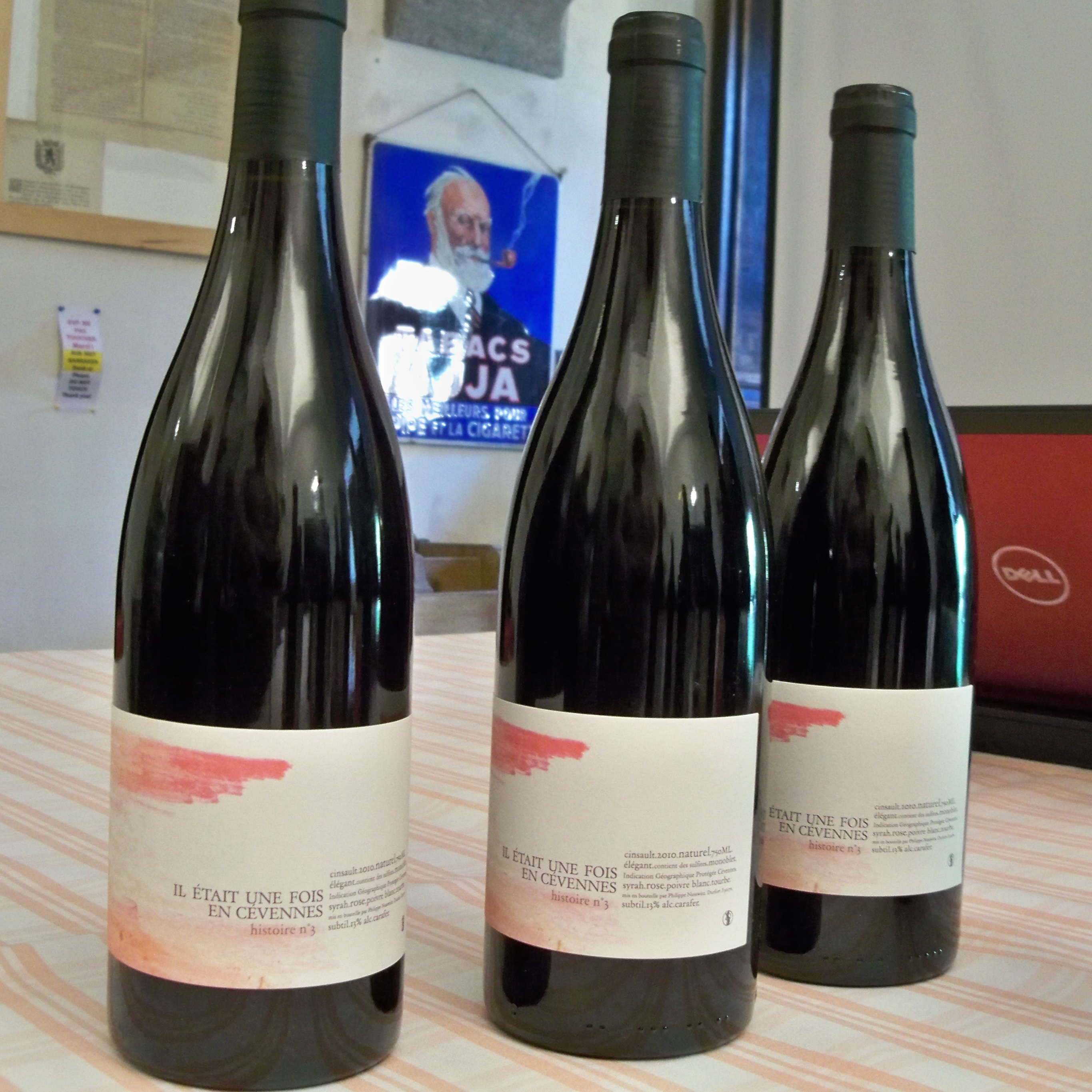
Натуральне вино з французьких Севенн.

Натура́льне вино́ (англ. natural wine; також англ. low-intervention wine, raw wine, naked wine — вино з низьким рівнем втручання, сире вино, голе вино) — загальний рух серед виноробів за виробництво вина простими або традиційними методами. За словами виробників, натуральне вино не піддається «неприродній» обробці протягом усього процесу виробництва — це «вино, з якого нічого не забрали, в яке нічого не додали».

## Історія
Історично натуральне вино не є чимось новим — люди робили ферментований виноградний сік без добавок протягом тисячоліть. Але також є гіпотези, що сульфіти в тій чи іншій формі використовувалися для консервації вина ще у VIII столітті до н. е.

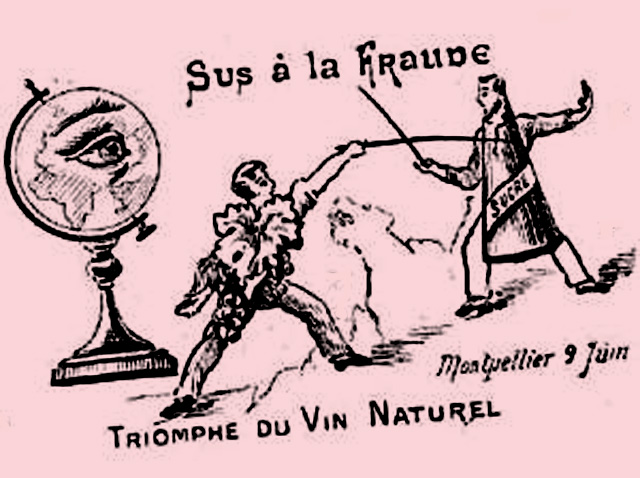
Дуель між вином Півдня та цукром Півночі (натуральне вино перемагає цукор — символ шахрайства). Монпельє, 9 червня 1907 року

1907 року на півдні Франції відбулося повстання виноградарів. Вже тоді серед вимог було виробництво «натурального вина» тільки з виноградного соку і без «штучного виробництва». 9 червня у Монпельє 600 000 виноградарів зібралися на великий мітинг, одним із девізів якого було «Хай живе натуральне вино!» (фр. Vive le vin naturel!), що призвело, зокрема, до прийняття парламентом 29 червня законів про захист натурального вина від фальсифікованих вин і заборону розбавлення вина додаванням води та зловживання цукром.

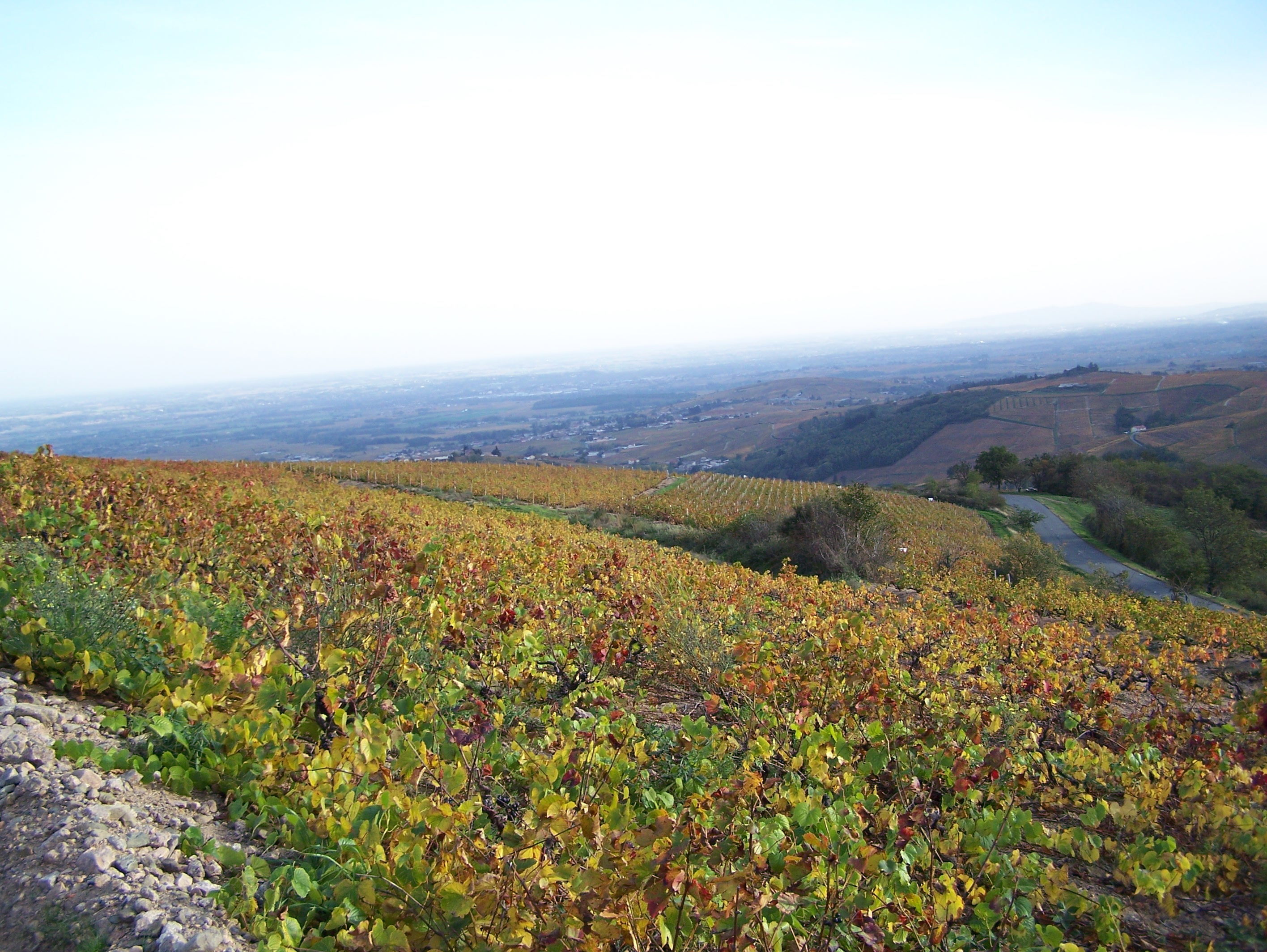
Виноградники Божоле восени.

Деякі джерела стверджують, що сучасний рух натурального вина був започаткований у 1960-х роках виноробами регіону Божоле у Франції. Декілька виноробів, а саме Марсель Лап’єр, Жан Фояр, Шарлі Тевене та Гай Бретон, прагнули повернутися до технологій, якими їхні пращури виготовляли вино до появи пестицидів і синтетичних хімікатів, які стали настільки поширеними у сільському господарстві після закінчення Другої світової війни. Їх стали називати «Бандою чотирьох». На них сильно вплинули вчення та думки Жюля Шове та Жака Непора, двох енологів, які вивчали способи виготовлення вин із меншою кількістю добавок. На деякий час місто Вілє-Моргон потрапило під вплив «банди чотирьох» і стало місцем зібрання виноробів-однодумців. Поступово цей рух поширився на інші регіони Франції, а потім і по всьому світу, поступово набираючи популярності та залучаючи молодих виноробів з нових регіонів.
1999 року однією з перших організованих формальних дегустацій натуральних вин була La Dive Bouteille (Сомюр, Франція), у якій взяли участь 15 виноробів і близько 100 відвідувачів. На 2019 рік це був, мабуть, найбільший щорічний ярмарок натурального вина з сотнями виноробів і тисячами відвідувачів.

### Україна
29 лютого 2020 року у Києві відбувся перший фестиваль натурального, органічного та біодинамічного вина SuperNatural Wine Festival, в якому взяли участь три імпортери вина — Le Silpo, Goodwine та Roots, понад 50 закордонних виноробів і 2300 відвідувачів.

## Визначення
Станом на 2019 рік не існувало офіційного чи юридичного визначення натурального вина; жодним регіональним, національним або наднаціональним органом влади не прийнято жодного законодавства, і немає організацій, які можуть підтвердити, що вино є натуральним.
Натуральне вино — це більше концепція, ніж чітко визначена категорія з узгодженими характеристиками. Однак існує багато неофіційних визначень або кодексів практики, опублікованих різними асоціаціями виробників натурального вина та поціновувачів стилю:
- Asociación de Productores de Vinos Naturales (Іспанія)[13];
- Autentisté (Чехія та Словаччина)[14];
- Jenny & François Selections, один із перших імпортерів натурального вина у США[15];
- Joe Dressner, один з перших імпортерів натурального вина у США[16];
- L´Association des Vins Naturels (Франція)[17];
- Les Vins S.A.I.N.S. (Франція)[18];
- Natural Wine Association (Грузія)[19];
- Philipp Wittmann, Verband Deutscher Prädikatsweingüter[de] (Німеччина)[20];
- Porthos Racconta (Італія)[21];
- Raw Wine (Велика Британія, Німеччина, США)[22];
- Renaissance des Appelations (Франція)[23];
- Vin Méthode Nature (Франція)[24];
- Vini Veri (Італія)[25];
- Vinnatur (Італія)[26].

Крім того, були написані статті з визначенням того, що є, а що не є натуральним вином, оскільки немає чіткого консенсусу чи визначення щодо цієї теми.
Також існує неймовірна кількість веб-сайтів і блогів, які детально описують динамізм руху натурального вина.

## Принципи

### Мета
Виробництво «натурального вина» має на меті бути природним вираженням теруару, сорту винограду, урожаю, шукати оригінальний і «природний» смак вина, отриманого в результаті виноробства без допоміжних речовин, а отже, також природного.
Деякі виноградарі також мають бажання повернутися до давніх енологічних практик.

### Методи виробництва
Хоча немає єдиного визначення натурального вина, воно зазвичай виробляється без використання пестицидів або гербіцидів і з невеликою кількістю добавок або зовсім без них. Як правило, натуральне вино виробляється в невеликих масштабах з використанням традиційних, а не промислових технологій. У найпростішому вигляді натуральне вино — це просто чистий ферментований виноградний сік без добавок у процесі виноробства.
Основні критерії, прийняті більшістю виробників та організацій натурального вина:
- Виноградарство:
  - органічне[en] або біодинамічне[en] вирощування винограду (сертифіковане або ні);
  - відсутність зрошування на виноградниках;
  - ручний збір врожаю;
- Виноробство:
  - ферментація на місцевих диких дріжджах, природно присутніх на винограді та у винному льосі; жодних екзогенних дріжджів (фр. LSA, Levure sèche active); незважаючи на те, які дріжджі використовувалися, метаболізм останніх генерує більш-менш значну кількість сульфітів;
  - без додавання цукру, барвників, продуктів тваринного походження[en]  й інших добавок;
  - без коригування кислотності;
  - відсутній вплив нових дубових бочок, деревної стружки чи рідкого екстракту;
  - заборона застосування травматичних методів, таких як миттєва пастеризація[fr], термовиніфікація, мікрооксигенація, зворотний осмос, обертові конусні колонки або кріоекстракція; переважне використання сили тяжіння;
  - мінімальна кількість (зокрема перед розливом у пляшки) або відсутність штучно доданих сульфітів.

## Зберігання
Натуральні вина у порівнянні з традиційними є більш вразливими, серед іншого через обмеження вмісту сульфіту. Транспортування може бути перешкодою, зокрема, через температурні перепади, а термін придатності вин дуже різний. Деякі вина доведеться випити протягом одного-двох років, але є також багато натуральних вин, які можна зберігати так само довго або не довше, ніж звичайне вино, оскільки вони «захищені», наприклад, танінами, присутніми у вині.
Зберігати «натуральне вино» обов'язково при досить прохолодній температурі. На відміну від вина, що містить сульфіти, при підвищенні температури зростає активність мікроорганізмів (бродіння може відновитися, якщо є залишковий цукор, недоліки або захворювання вина тощо). Але зберігання при занадто низькій температурі сприяє розчиненню кисню у вині і, отже, явищам окислення. Максимальна температура зберігання є предметом різних думок і коливається від 12°C до 15°C.

## Органолептичні показники
Залежно від винороба якість  – у сенсі смакового досвіду – може дуже коливатися. У цьому плані натуральне вино нічим не відрізняється від звичайного.
Натуральні вина можуть виявляти аромати та/або смакові аномалії, а також певні смакові характеристики, притаманні винограду та теруару, які могли бути замасковані використанням енологічних компонентів. Наявність шкідливих ароматів у вині є, зокрема, результатом використання частини непридатного винограду під час ферментації вина. Найкращий спосіб обмежити появу візуальних або смакових дефектів вина — використовувати для ферментації здоровий стиглий виноград.
Натуральні вина частіше мають органолептичні дефекти, з яких найбільш поширеними є:
- при зараженні дріжджами Brettanomyces запахи стайні завдяки 4-Етилфенолу[en], гвоздики завдяки 4-Етилгваяколу[en], камфори завдяки 4-Етилкатехолу тощо;
- окислення вина[fr] з ароматами мангольда, кислинкою;
- згірклий аромат через неконтрольовану діяльність молочнокислих бактерій;
- жирова хвороба, яка надає вину маслянистого і тягучого характеру з високою в'язкістю;
- значне підвищення летючої кислотності, спричинене відсутністю контролю над популяціями мікроорганізмів, робить вино непридатним для споживання (максимальний поріг зазвичай регулюється на рівні 0,98 г/л для червоних вин та 0,88 г/л для білих і рожевих вин).

Різниця між пляшками одного вина більша через неконтрольовану мінливість дії мікроорганізмів. Тому пляшки в одній партії можуть органолептично відрізнятися одна від іншої.

## Маркетинг
Натуральне вино є невеликим, але швидко зростаючим сектором у виноробній промисловості. Маркетинг спрямований головним чином на поінформовану громадськість, яка шукає цей конкретний тип продукту. Є винні бари, винні магазини (шоуруми), винні ярмарки та сайти онлайн-продажів, які спеціалізуються на ринку натурального вина.
В Україні, водночас з виробництвом «традиційного вина», зразки «натурального вина» можна зустріти, зокрема, у Biologist, Stakhovsky Wines, Олександра Ковача, Cassia Wines, Fathers Wine тощо.
Особливості маркетингу натурального вина:
- Цільова аудиторія:
  - міленіали, які цінують екологічність і натуральність;
  - люди, які піклуються про своє здоров'я;
  - гурмани, які шукають нові смакові відчуття.
- Канали просування:
  - соціальні мережі;
  - винні блоги та сайти;
  - дегустації та майстер-класи;
  - співпраця з ресторанами та барами.
- Стратегії маркетингу:
  - підкреслювати натуральність і автентичність вина;
  - розповідати історії про виноробів і терруари;
  - робити акцент на впливі на здоров'я;
  - використовувати яскраві та привабливі етикетки;
  - створити спільноту любителів натурального вина.